# Sveopći židovski radnički savez u Litvi, Poljskoj i Rusiji
Sveopći židovski radnički savez u Litvi, Poljskoj i Rusiji (jidiš: אַלגעמײנער ייִדישער אַרבעטער־בונד אין ליטע, פּױלן און רוסלאַנד Algemeyner Yidisher Arbeter Bund in Liteh, Poyln un Rusland), općenito zvan Bund (jidiš: בונד‎, srodno njemačkom Bund, u značenju saveza ili unije), ili Židovski radnički savez, bila je sekularna židovska stranka u Ruskom Carstvu, aktivna između 1897. i 1920. godine. Godine 1917. je poljski dio Bunda, što datira od vremena kad je Poljska bila teritorij Ruskog Carstva, odvojio se od ruskog Bunda i stvorio novi poljski Svepoći radnički savez koji je nastavio djelovati u Poljskoj u godinama između dvaju svjetskih ratova. Ruski Bund je raspušten 1920. i inkorporiran u Komunističku partiju. Ostali ostatci Bunda preživjeli su u raznim državama (npr. Latvija, Rumunjska). Člana Bunda nazivalo se bundistom. Ideologija stranke bio je bundizam, socijalizam, židovski autonomizam i necionizam. Politički je bila ljevičarska.
Osnovana je u Vilnu 7. listopada 1897. godine. Ime je nadahnuto Sveopćom njemačkom radničkom asocijacijom. Bund je gledao ujediniti sve židovske radnike u Ruskom Carstvu u jednu socijalističku stranku te koalirati sa širim ruskim socijaldemokratskim pokretom radi dosezanja demokratske i socijalističke Rusije. U Ruskom Carstvu tad su bile Litva, Latvija, Bjelorusija, Ukrajina i većina današnje Poljske, područja gdje je većina svjetskih Židova onda živjela. Nadali su se da će Židovima izboriti zakonski manjinski status u Rusiji. Od svih tadašnjih židovskih političkih stranaka, Budn je bio najnapredniji po ženskom pitanju, jer su im žene bile više od trećine članstva. Ime Litve u nazivu stranke dodano je 1901. godine.
Bund je usvojio austromarksističko načelo kulturne autonomije.
Nastojao je pomiriti nacionalističko gledište i socijalistički pogled. Kao sekularna organizacija, odbacio je Svetu zemlju i sveti jezik (hebrejski) i izabrao govoriti jidišem.
U SSSR-u je bio zabranjen jer ideje nacionalizma nisu odgovarale ideji revolucije. Poslije toga je Bund postao vrlo aktivan u Poljskoj. Među ostalim organizirao je židovske sindikate, borio se za radnička prava i promiao klasnu i opću jednakost među radnicima.
Preostali Bund u Rusiji održao je konferenciju od 12. do 19. travnja 1920. u Gomelju. To je bila 12. konferencija i stranka se podijelila na dvije stranke, većinski Komunistički Bund (Kombund) i manjinski Socijaldemokratski Bund.